# Depolimerización térmica
La degradación de un polímero se define como la separación de enlaces entre las moléculas de las cadenas poliméricas, más específico, es causada principalmente por reacciones de separación de los enlaces químicos entre macromoléculas.
Las posibles formas en que se puede degradar un polímero son:
- Térmica: largo tiempo de secado, largo tiempo de residencia en extrusor o inyectora
- Mecánica: molienda, fricción en procesamiento
- Fotoquímica
- Radiación Química
- Biológica: microorganismos
- Química: agentes hidrolíticos, hidrólisis

La despolimerización es una categoría especial de degradación, es el proceso que convierte el polímero en un monómero, en una mezcla de monómeros u oligómeros. La despolimerización es un proceso de descomposición de la cadena del polímero hasta sus monómeros u oligómeros. Por lo general se logra con alta temperatura (térmica) o agentes hidrolíticos (química).
Comúnmente, la despolimerización térmica se clasifica como la reacción química en la que la cadena del polímero se convierte en monómeros a alta temperatura.
La despolimerización ocurre durante la descomposición térmica del polimetilmetacrilato (PMMA), el poliestireno (PS) y algunas resinas del metacrilato. En general los polímeros generados por adición, se pueden despolimerizar por alta temperatura mientras que los polímeros de la condensación como son la poliamida (PA) y los poliésteres (PET, PBT) no despolimerizan térmicamente.
La despolimerización química consiste en que los compuestos químicos que contienen átomos de hidrógeno activo reaccionan con los grupos polares en las cadenas principales del polímero de condensación. Usualmente, esta reacción es una hidrólisis (ruptura enlaces de hidrógeno) ácida o básica de los enlaces en la amida, éster o uretano.
- Datos: Q3491292